# 1328 Devota
Devota (asteróide 1328) é um asteróide da cintura principal com um diâmetro de 57,11 quilómetros, a 2,9854718 UA. Possui uma excentricidade de 0,1449475 e um período orbital de 2 383 dias (6,53 anos).
Devota tem uma velocidade orbital média de 15,93979262 km/s e uma inclinação de 5,77031º.
Esse asteróide foi descoberto em 21 de Outubro de 1925 por Benjamin Jekhowsky.